# Una vida sin examen no merece la pena ser vivida
«Una vida sin examen no merece la pena ser vivida» es una famosa frase supuestamente pronunciada por Sócrates durante su juicio por impiedad y corrupción de jóvenes por el que posteriormente fue condenado a muerte. La máxima está incluida en la Apología de Sócrates escrita por Platón.

## Contexto
Esta máxima está relacionada con la doctrina y la actitud de Sócrates hacia la muerte, y su deseo de investigar y comprender la afirmación del oráculo de Delfos según la cual no existía nadie más sabio que Sócrates. Para el filósofo, esta respuesta a la pregunta formulada por Querefonte a la Pitia era una comunicación directa del dios Apolo. Ser condenado al exilio y no poder aplicar el método socrático, lo que le impediría estudiar dicha afirmación, era por tanto un destino peor que la muerte. Como Sócrates confiaba en sus experiencias religiosas, entre las cuales estaban las advertencias de su daimon, prefirió seguir buscando la verdad en el más allá en lugar de vivir una vida en donde no pudiera obtener la respuesta que buscaba.

## Significado
Según Sócrates, una vida carente de introspección, autorreflexión y pensamiento crítico es una vida carente de sentido y valor. Esta cita enfatiza la importancia de la autoconciencia y del cuestionamiento de las propias creencias, acciones y propósitos en la vida. Estas palabras, supuestamente pronunciadas por Sócrates durante su juicio al elegir la muerte en lugar del exilio, representan en términos modernos la elección noble, es decir, la elección de la muerte ante una alternativa contraria a los principios personales.